# 土居まさる
土居 まさる（どい まさる、1940年〈昭和15年〉8月22日1941年〈昭和16年〉8月22日 - 1999年〈平成11年〉1月18日）は、日本のアナウンサー（文化放送 → フリー）、ディスクジョッキー、タレント、司会者。本名は平川 巌彦（ひらかわ よしひこ）。静岡県沼津市出身。

## 来歴
愛知県出身で、後に静岡県田方郡天城湯ヶ島町（現在の伊豆市）で育つ。実際に育った集落は賀茂郡河津町湯ヶ野温泉であり、平川家も湯ヶ野に現存している。遠い親戚筋に当たる『伊豆の踊子』の宿福田家（稲穂家）が支援をしていた育ての親であるという話があり、湯ヶ野集落でお年寄りに話を聞くと「よしひこ（土居）は子供の頃から話をするのが上手だった」などの思い出話を聞くことができる。父親は天城山に位置する旅館を経営していた。
静岡県立沼津東高等学校、立教大学経済学部卒業。1964年4月、文化放送にアナウンサーとして入社。入社後はプロ野球中継の実況アナウンサーとして活躍していた。
1965年8月、『真夜中のリクエストコーナー』のパーソナリティを務めた。同番組は日本初の若者向けラジオ深夜放送と言われる。その後は『東京ミッドナイト』『電話リクエスト ハローポップス』『ハローパーティー』『セイ!ヤング』のパーソナリティを務めた。スポーツ アナウンサー出身らしい速いトークとリスナーに「ヤァヤァヤァ！ 君は起きているかい？ 僕、土居まさる。今夜もビャーっと行こう！！」と語り掛ける口調、特徴的な言葉を発するスタイルで人気を博す。エレックレコードから「カレンダー」で歌手デビューもした。同曲は4曲入りコンパクト盤（EA-1001）と通常のシングル（EB-1001）の2形態で発売され、エレックレコード創設者の永野譲によるとEA-1001は3〜4万枚、EB-1001は8万枚くらい売れただろうとのこと。
1969年からは文化放送と資本的に関係のあるフジテレビの番組（『スター千一夜』『テレビナイトショー』『お昼のゴールデンショー』）に出向という形で司会を担当した。
1970年、文化放送を退社。フリーアナウンサーに転身して、文化放送のレギュラー番組を続ける傍ら、『TVジョッキー』（日本テレビ）の司会に抜擢され、軽快な話術が当時の若者層に受け、一躍、全国区となり、1971年～1982年3月まで11年間務め、『プロ野球ニュース』（フジテレビ）土曜・日曜キャスター。さらには『スーパーダイスQ』（TBSテレビ）を1980年～1984年の5年間、『象印クイズ ヒントでピント』（テレビ朝日）の司会を1979年から放送終了の1994年までの16年間の長きに亘って担当し、名を馳せる。この他に『オールスター紅白大運動会』『オールスター紅白バレーボール大会』（フジテレビ）の総合司会（後者は実況も兼任）を務め、フジテレビの芸能人対抗スポーツ バラエティ番組の顔となる。
母校のある静岡県沼津市の『燦々ぬまづ大使』（第1期）を務めていた 。
『ヒントでピント』終了後はテレビショッピングの司会などを務め、1998年4月より、古巣・文化放送での冠番組『土居まさるのラヂオデイズ』がスタートしたが、番組開始から半年後の9月下旬に体調を崩し、病院でがんの告知と「余命 半年」の診断を受ける。しばらくは入退院を繰り返しながら仕事を続けていたが、同年12月26日の同番組の収録が最後の仕事となった 。1999年1月18日、膵頭部（すいとうぶ）がんのため渋谷区神宮前の自宅で死去。58歳没(享年 60)。

## 人物・エピソード
- 『真夜中のリクエストコーナー』のパーソナリティを務めていた当初は文化放送の社内で土居の喋り方が問題となったが[8]、土居はリスナーから圧倒的な人気と支持を得ているという自信があったために、喋り方を頑なに変えようとはしなかった。やがて上司や先輩アナウンサー達は何も口出しをしなくなったという。
- 40代に入った頃から、土居の意識の中では若者をターゲットとする番組を卒業したいと思う様になっていた。田中秋夫は土居から「若者はもういいや！」という本音を聞いたことがある[9]。
- マイクネーム（芸名）の名付け親は文化放送プロデューサー（後の同局社長）の峰岸慎一。立教大学の後輩だった、元読売ジャイアンツの選手・土井正三（後のオリックス監督）に由来する。
- 『クイズ・チェック!NOW』の第1回でチャンピオンとなり、一般出場者のチャンピオンを次々と打ち破り、番組初の5週勝ち抜きを成し遂げた[10]。
- 嫌いな動物は蛇だった。
- 大学の同期に徳光和夫がおり、徳光を放送研究会に誘ったのは土居であり、また進路で悩んでいた徳光にアナウンサーになることを進言したのも土居であった。

## 出演番組

### 文化放送
- 文化放送 野球中継
- 真夜中のリクエストコーナー - 土居にとっての「出世作」となる[2]。
- ポップスNO.1
- 東京ミッドナイト
- 電話リクエスト ハローポップス
- ハローパーティー[2]
- セイ!ヤング - 金曜 → 月曜パーソナリティ [2]
- お昼のゴールデンショー（フジテレビ）
- テレビナイトショー（フジテレビ）
- スター千一夜（フジテレビ）
- サンデーヒットショー → 56分待ッタナシ!（フジテレビ）

### フリー
- クイズ・キングにまかせろ!（フジテレビ）
- 日米対抗ローラーゲーム（東京12チャンネル）
- 東京音楽祭（TBSテレビ）
- 土居まさるのやあ! やあ! やあ!（NET）
- クイズ・チェックナウ（NET） - 第1回ゲスト芸能人大会 回答者。初代 5人勝ち抜きグランドチャンピオン達成者
- クイズタイムショック（NET） - 300回記念「司会者ベスト8大会」で全問正解を達成
- 象印クイズ ヒントでピント（テレビ朝日）
- TVジョッキー（日本テレビ）
- オールスター紅白大運動会（1970年春 - 1983年、フジテレビ）
- オールスター紅白バレーボール大会（フジテレビ） - 実況も兼任
- ほんものは誰だ!（日本テレビ）
- 推理クイズ・私がほんもの!（日本テレビ）
- エッ!うそーホント?（日本テレビ）
- 土居まさるの歌謡スタジオ（文化放送）
- プロ野球ニュース（1976年4月 - 1977年9月、フジテレビ）
- ザ・ガマン（フジテレビ）
- ザ・対決!（フジテレビ）
- 奥さまTVジョッキー（1986年3月31日 - 1987年4月3日、テレビ東京）
- 土居まさるのハッピーTODAY!（1987年4月6日 - 10月2日、テレビ東京）
- 土居まさるの元気通信（1987年10月5日 - 1988年4月1日、テレビ東京）
- 土居まさるのいきいきモーニング（1988年4月4日 - 9月30日、テレビ東京）
- スーパーダイスQ（TBSテレビ）
- ぎんざ11:30（TBSテレビ）
- おはようテレビ朝日（テレビ朝日）
- 制作2部青春ドラマ班（テレビ朝日）
- テレボンマルシェ（テレビ朝日）
- 岡本綾子のNECスーパーゴルフ（テレビ東京）
- 知って得するゼミナール（テレビ東京）
- よろしく!すねかじり ゲーム&クイズ（テレビ東京）
- 土居まさるの30分（テレビ東京）
- ダイナミックサタデー（文化放送）
- 全国歌謡ベストテン（文化放送）
- 東海ラジオショーナイター（1973年頃、東海ラジオ） - パーソナリティとして数試合を担当[注釈 2]
- あおぞらワイド（ニッポン放送） - 火曜パーソナリティ
- The Radio お元気ですか土居まさるです（TBSラジオ）
  - 話題のアンテナ 日本全国8時です
- ぶっつけワイド（東海ラジオ）
- スポーツ超特急（RFラジオ日本）[2]
- ドライバーズ ステーション 土居まさるのルート1134（文化放送）
- 土居まさるのラヂオデイズ（文化放送）

## 音楽

### シングル
※　すべて7"EPレコード
| 発売日                       | 規格品番         | 面               | タイトル           | 作詞              | 作曲             | 編曲             |
| エレックレコード             | エレックレコード | エレックレコード | エレックレコード   | エレックレコード  | エレックレコード | エレックレコード |
| ---------------------------- | ---------------- | ---------------- | ------------------ | ----------------- | ---------------- | ---------------- |
| 1969年4月                    | EA-1001          | A1               | カレンダー         | のなかみやこ      | 三嶋清正         |                  |
| 1969年4月                    | EA-1001          | A2               | 恋人は壁のむこうに | 松代達生          | 金谷昇           |                  |
| 1969年4月                    | EA-1001          | B1               | ふられ男           | 松岡直行 勝俣仁男 | 松岡直行         |                  |
| 1969年4月                    | EA-1001          | B2               | 涙はそっと         | 渡辺由起子        | 田村勝秋         |                  |
| 1969年10月1日                | EB-1001          | A                | カレンダー         | のなかみやこ      | 三嶋清正         |                  |
| 1969年10月1日                | EB-1001          | B                | 涙はそっと         | 渡辺由起子        | 田村勝秋         |                  |
| 1974年7月10日                | EB-1024          | A                | ヒヨッコ           | 水島哲            | 浅沼勇           |                  |
| 1974年7月10日                | EB-1024          | B                | 事故の起きた朝     | 門谷憲二          | 浅沼勇           |                  |
| 日本ビクター／ポップレコード |                  |                  |                    |                   |                  |                  |
| 1970年7月                    | POP-1            | A                | 青年               | 藤田敏雄          | いずみたく       | 大柿隆           |
| 1970年7月                    | POP-1            | B                | 若者はなぜ行くのか | 山上路夫          | いずみたく       | 大柿隆           |
| 1971年5月                    | POP-4            | A                | ブラック・シャドー | 橋本淳            | 筒美京平         | 筒美京平         |
| 1971年5月                    | POP-4            | B                | 短い恋             | 橋本淳            | 筒美京平         | 筒美京平         |
| 1971年10月                   | POP-9            | A                | 星が降るまで       | 橋本淳            | 筒美京平         | 筒美京平         |
| 1971年10月                   | POP-9            | B                | キザな気分で       | 橋本淳            | 筒美京平         | 筒美京平         |
| 1972年11月                   | POP-16           | A                | ひとり旅           | いなださより      | 宇佐美晴美       | 青木望           |
| 1972年11月                   | POP-16           | B                | マイ・プリンセス   | いなださより      | 宇佐美晴美       | 青木望           |

### アルバム
| 発売日           | レーベル         | 規格             | 規格品番         | アルバム | 備考                                        |
| エレックレコード | エレックレコード | エレックレコード | エレックレコード | エレックレコード | エレックレコード                            |
| ---------------- | ---------------- | ---------------- | ---------------- | --- | ------------------------------------------- |
| 1974年7月10日    | エレックレコード | LP               | ELEC-5003        | 幻の大リサイタル A面 1. カレンダー 2. デニムのジーンズ 3. 事故の起きた朝 4. 6月下旬のぶつぶつブルース 5. 5月の風は 6. ラ バディ ミバディ ソウ 7. 口笛うさぎ B面 1. 気分がいいんだ 2. もし君がOF THE LAMB? 3. ARE YOU WASHED IN THE BLOOD 4. ANY TIME 5. A FOOL SUCH AS ! 6. ヒヨッコ |                                             |
| 2006年1月25日    | バップレコード   | CD               | VPCC-84523       | 幻の大リサイタル A面 1. カレンダー 2. デニムのジーンズ 3. 事故の起きた朝 4. 6月下旬のぶつぶつブルース 5. 5月の風は 6. ラ バディ ミバディ ソウ 7. 口笛うさぎ B面 1. 気分がいいんだ 2. もし君がOF THE LAMB? 3. ARE YOU WASHED IN THE BLOOD 4. ANY TIME 5. A FOOL SUCH AS ! 6. ヒヨッコ | 紙ジャケット仕様 2006年デジタルリマスター盤 |

## 映画
- ヘルプ!4人はアイドル（1965年、案内役（ナレーター））
- 恋の大冒険（1970年）
- チーちゃんごめんね（1984年）

## 著書
- 『話はかわりますが』双葉社、1977年11月10日。

## 関連人物
- 落合恵子 - 文化放送時代の同僚。
- 徳光和夫 - 元 日本テレビアナウンサー、土居とは立教大学時代からの畏友。
- 柏村武昭 - 柏村が独立後、土居の個人事務所に所属していた時期がある[11]。
- みのもんた - 立教大学の後輩にして、文化放送時代の同僚。
- マキタスポーツ - 「誰も知らない明石家さんま」(2024年、日本テレビ）で土居を演じた。